# 哈尔伯
哈尔伯（德語：Halbe）是德国勃兰登堡州的市镇，隶属于达默-施普雷瓦尔德县。总面积为78.02平方千米，截至2023年12月31日总人口为2,507人。